# José Ramón Uriarte Zubero
José Ramón Uriarte Zubero (Igorre, 21 de gener de 1967) va ser un ciclista basc, que fou professional entre 1990 i 1999. Actualment treballa de bomber.

## Palmarès
- 1993
  - 1r al Trofeu Luis Ocaña
- 1994
  - 1r al Trofeu Manacor de la Challenge de Mallorca
  - Vencedor d'una etapa a la Volta a les Valls Mineres
- 1997
  - 1r a la Pujada al Txitxarro
  - Vencedor d'una etapa a la Volta a les Valls Mineres
  - Vencedor d'una etapa al Trofeu Joaquim Agostinho
- 1998
  - 1r a la Volta a Xile

### Resultats al Giro d'Itàlia
- 1992. 80è de la classificació general
- 1994. 52è de la classificació general
- 1998. Abandona

### Resultats a la Tour de França
- 1992. 63è de la classificació general
- 1993. 94è de la classificació general
- 1994. 49è de la classificació general
- 1995. 69è de la classificació general
- 1996. 92è de la classificació general

### Resultats a la Volta a Espanya
- 1991. Abandona
- 1993. 17è de la classificació general
- 1995. 63è de la classificació general
- 1998. 29è de la classificació general
- 1999. 65è de la classificació general